# Johann Augustin Dietelmair

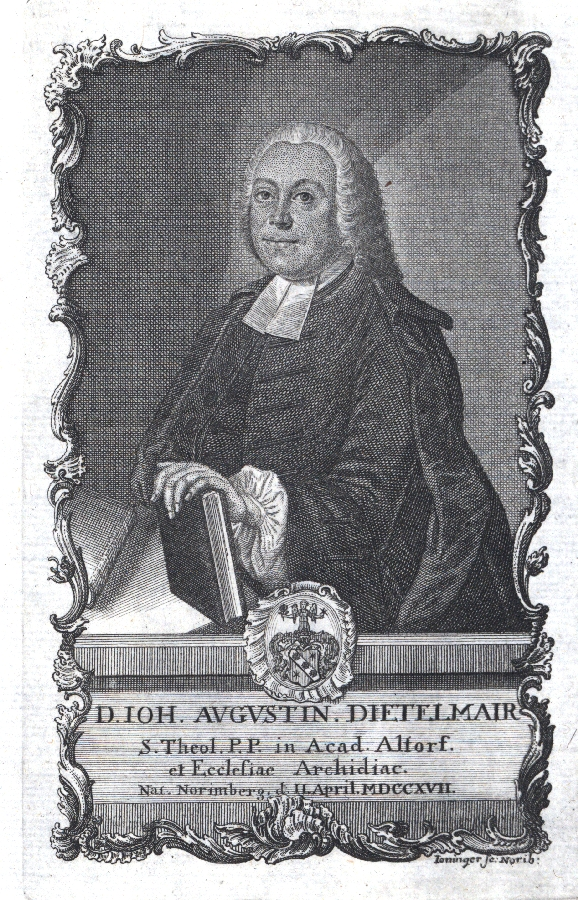
Johann Augustin Dietelmair

Johann Augustin Dietelmair (* 2. April 1717 in Nürnberg; † 6. April 1785 in Altdorf) war ein deutscher evangelischer Geistlicher, Theologe und Hochschullehrer.

## Leben
Johann Augustin Dietelmair war der Sohn von Michael Dietelmair (* 16. August 1677 in Nürnberg; † 15. April 1739 ebenda), Archidiakon der Pfarrkirche St. Sebald und dessen Ehefrau Regina Katharina, Tochter von Johann Wülfer (1651–1724), Pastor an der St.-Sebald-Kirche in Nürnberg.
Er besuchte das Gymnasium St. Egidien (heute: Melanchthon-Gymnasium Nürnberg) unter dem Rektor Georg Christoph Munz (1691–1768), dazu erhielt er, außer von seinem Vater, noch weiteren Privatunterricht. Nach Beendigung des Gymnasiums immatrikulierte er sich 1734 für ein Theologiestudium an der Universität Altdorf; dort besuchte er die Vorlesungen von Johann Balthasar Bernhold und Jakob Wilhelm Feuerlein. Während des Studiums hielt er als Katechet in den umliegenden Dörfern bereits die Kinderlehre und bereitete sich so bereits auf sein geistliches Amt vor.
Im Frühjahr 1737 setzte er, gemeinsam mit seinem Freund Andreas Rehberger, seine philologischen, philosophischen und theologischen Studien an der Universität Halle fort und beendete diese 1739 dort erfolgreich, nachdem er Vorlesungen bei Siegmund Jakob Baumgarten, dessen Bruder Alexander Gottlieb Baumgarten und bei Johann Heinrich Schulze gehört hatte.
1739 wurde er als Kandidat für das Predigeramt in Nürnberg aufgenommen und 1741 als Mittagsprediger in der Dominikanerkirche angestellt. Am 18. September 1744 erfolgte seine Ernennung zum Diakon der Egydienkirche. 
1746 berief ihn die Universität Altdorf, als Nachfolger des verstorbenen Christoph Friedrich Tresenreuter (1709–1746), zum ordentlichen Professor der Theologie; seine Antrittsrede hielt er am 28. Juni. Er promovierte 1747 zum Dr. theol. und übernahm 1769 die Professur der griechischen Sprache. Er war dreizehnmal Dekan der theologischen Fakultät und fünfmal Rektor der Universität Altdorf.
Zu seinen Schülern gehörten unter anderem Volkmar Daniel Spörl, Johann Ludwig Spörl, Georg Christoph Schwarz, Johann Friedrich Heinrich Panzer, Georg Theodor Strobel und Georg Ernst Waldau.
1746 wurde er Diakon der Stadtkirche St. Laurentius in Altdorf; 1752 erhielt er das Archidiakonat.
Johann Augustin Dietelmair heiratete 1744 Maria Barbara (* 1724; † 7. September 1787 in Altdorf), Tochter des Pastor Michael Michahelles (1686–1775). Seine Ehefrau beherrschte sowohl die italienische, französische und lateinische als auch die griechische Sprache, Mathematik und die Dichtkunst. Sie korrespondierte mit mehreren Gelehrten auf Latein und wurde vom Pegnesischen Blumenorden 1751 unter dem Namen Mariane zum Mitglied gewählt. Von seinen Kindern sind namentlich bekannt:
- Michael Dietelmair (* 19. November 1748 in Altdorf; † 29. August 1779 in Nürnberg), Dr. med.[3];
- Paul Augustin Dietelmair (* 16. April 1750; † 7. Oktober 1815), Diakon, wurde am 8. August 1775 als Orestes in den Pegnesischen Blumenorden aufgenommen.

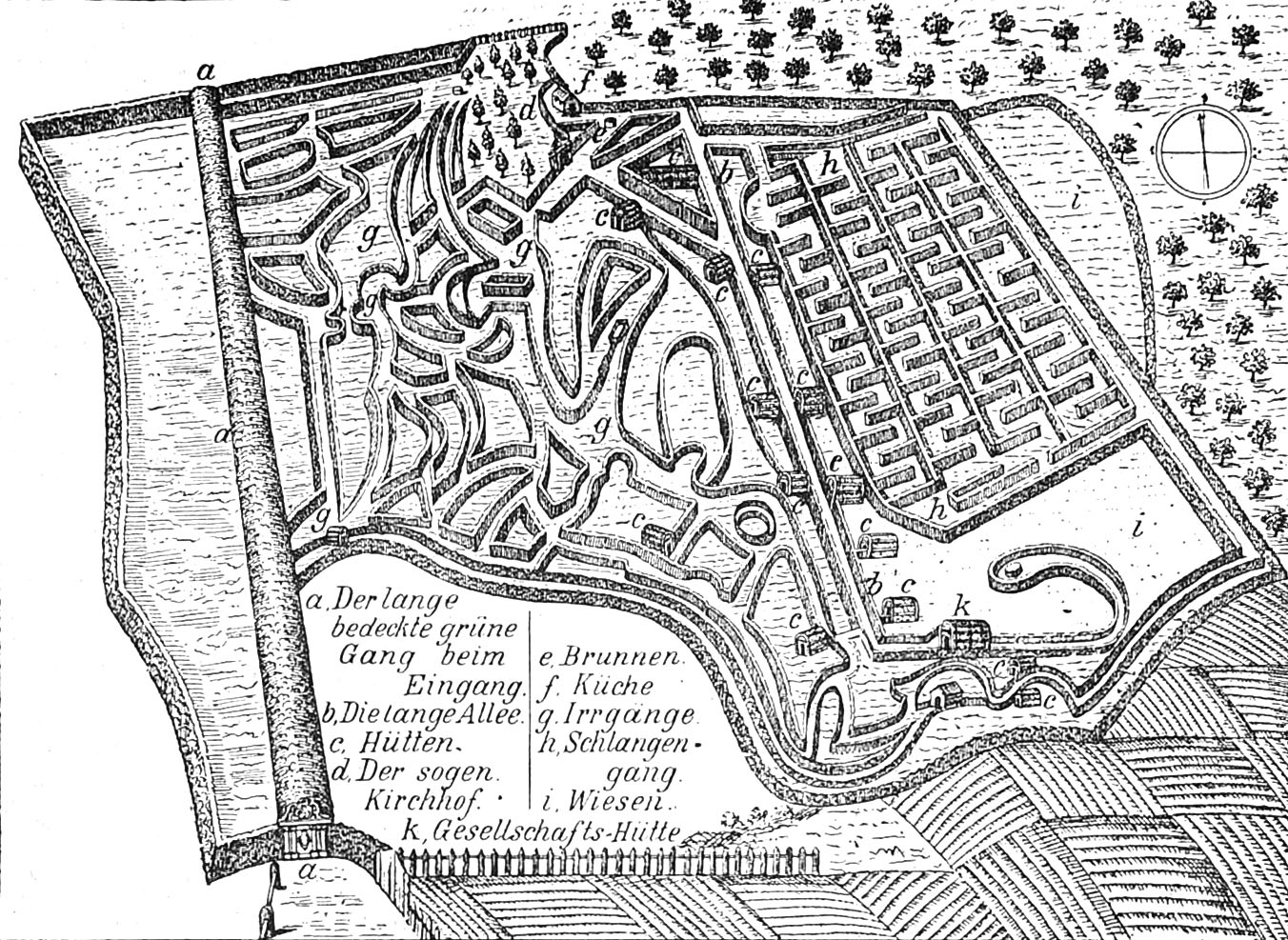
Der Irrhain bei seiner Anlage 1676

## Mitgliedschaften
- 1741 nahm ihn der Pegnesische Blumenorden unter dem Namen Irenäus I. als Mitglied auf, dessen Präsident er 1774 wurde. Unter seiner Präsidentschaft feierten die Pegnesen 1778 die Hundertjahrfeier ihrer ersten Arbeiten am Irrhain.[4]

## Schriften (Auswahl)
- Diss. qua antiquitas codicis Alexandrini vindicatur, et novo argumento comprobatur. Halle 1739.
- Dreyfaches Zeugniß von den Geschäften des Lehramts. Nürnberg 1746.
- Dogmatis christiani de conjugio historia quinquesecularis. Altdorf 1746.
- Ein Wort des Trostes für die Betrübten zu Zion. Nürnberg und Altdorf 1746.
- Grundriß und Zergliederung des Briefes Pauli an Titus. Altdorf 1749.
- Kurzer Grundriß und Zergliederung der Epistel Pauli an die Philipper. Altdorf 1750.
- Die heilige Schrift des alten und neuen Testaments, nebst einer vollständigen Erklärung, welche aus den auserlesensten Anmerkungen verschiedner englischen Schriftsteller zusammengetragen, und zuerst theils in der französischen theils holländischen Sprache an das Licht gestellt, nun aber in dieser teutschen Uebersetzung aufs neue durchgesehen und mit vielen Anmerkungen und einem Vorberichte begleitet worden. Leipzig 1752–1766.
- Vier geistliche Lieder zur Hausandacht. Nürnberg 1759.
- Grundrisse und Zergliederungen der Episteln Pauli an die Galater und Epheser. Nürnberg 1763.
- Nachricht von einigen neuen Versuchen zur Förderung einer theologischen Erkenntniß. Nürnberg 1771